# 오타니 나오토
오타니 나오토(일본어: 大谷 直人, 1952년 6월 23일~)는 일본의 재판관이다.

## 생애
1952년에 홋카이도 아카비라시에서 태어났다. 도쿄 도립 후지 고등학교를 거쳐 1975년 도쿄 대학 법학부를 졸업했다. 이후 29기 사법수습생을 거쳐 1977년 도쿄지방재판소 판사보로 발령받았고 이후 형사 재판관으로서 경력을 쌓아나갔다. 이후 최고재판소 조사관, 사법연수소 교관, 도쿄지방재판소 판사, 최고재판소 형사국장·인사국장, 시즈오카지방재판소장, 최고재판소 사무총장, 오사카고등재판소 장관 등을 역임했다. 2015년 2월에 최고재판소 재판관이 되었고 2018년 1월엔 최고재판소 장관에 취임했다.
전국의 재판소에서 다수의 재판 기록을 폐기해온 것이 2019년 8월 드러나자 11월에 재판 기록의 폐기를 중지하는 조치를 취했다. 이후 최고재판소 판례집에 게재되었거나 주요 일간지에 2면 이상 기사가 게재되었거나 담당 재판관이 속한 부에서 요청이 있거나 변호사·학술연구자의 요청이 있을 때에는 재판관 등으로 구성된 선정위원회가 폐기할지 검토하는 체계를 갖추도록 했다.  2020년 2월 도쿄지방재판소에서 처음 짜여진 이 틀은 다음 달부터 전국의 재판소에서도 적용되었다.
2022년 4월부터 선거 가능 연령이 기존의 20세에서 18세로 낮아지면서 성인 연령도 함께 18세로 내려가자 재판원이나 검찰심사원의 취임 가능 연령도 18세로 낮아졌다. 이에 같은 해 5월 헌법기념일 기자회견 때 오타니는 "젊은 세대도 평의에서 솔직한 의견을 진술하는 것으로 광범위한 국민의 시점·감각을 재판에 반영할 수 있을 것이라 생각한다"라고 말했다. 그리고 다음 달 정년을 맞아 장관에서 퇴임했다.